# Liste der Monuments historiques in Dogneville
Die Liste der Monuments historiques in Dogneville führt die Monuments historiques in der französischen Gemeinde Dogneville auf.

## Liste der Immobilien
| Bezeichnung       | Beschreibung                                                                                                   | Standort          | Kennzeichnung | Schutzstatus | Datum | Bild           |
| ----------------- | --- | ----------------- | ------------- | ------------ | ----- | -------------- |
| Kirche St-Étienne | in der zweiten Hälfte des 19. Jahrhunderts gebaut; Kirchenfenster und Kreuzweg, 1950er Jahre von Gabriel Loire | Grande-Rue (Lage) | PA88000051    | Inscrit      | 2013  | weitere Bilder |